# Afterwards (Arca)
Afterwards è un brano appartenente al quarto album in studio KiCk i della musicista venezuelana Arca in collaborazione con la cantante islandese Björk.

## Descrizione
Si tratta della prima canzone in cui Björk canta in spagnolo. Il testo è tratto dalla poesia di Antonio Machado Anoche cuando dormía, interamente cantato dalla musicista islandese, mentre la parte finale, in inglese, è stata scritta e cantata dalla stessa Arca.
In un'intervista per Pitchfork, Arca ha affermato:

## Formazione
Crediti tratti dall'edizione streaming del singolo.
- Arca – performer associata, autrice della musica, produzione
- Björk – performer associata
- Björg Garðarsdóttir – autrice della musica
- Alex Epton – missaggio
- Enyang Urbiks – mastering

Note: Il brano include elementi incorporati da Anoche cuando dormia di Antonio Machado.